# Genene Jones
Genene Ann Jones, född 13 juli 1950 i Texas, USA, är en amerikansk seriemördare och före detta barnsjuksköterska dömd till 99 år i fängelse.

## Biografi
Jones mördade ett okänt antal barn under sin tid som sjuksköterska. Ett av offren var Chelsea McClellan som oväntat avled då hon efter att ha varit under Jones vård för en lätt förkylning var tillbaka på rutinundersökning. 
Genene Jones dömdes 1985 till 99 år i fängelse och har nekats villkorlig frigivning sex gånger. Straffet har dock förkortats med två tredjedelar på grund av överbeläggning i kriminalvården. Straffet avtjänas för närvarande i Huntsville i Texas.